# Dictionnaire de géographie
Un dictionnaire de géographie est un dictionnaire thématique orientée vers les sujets qui concernent la géographie de près ou de loin.
Comme le souligne le géographe français Paul Claval, « la publication d'un dictionnaire spécialisé est toujours un évènement pour la discipline à laquelle il est consacré. (...) La multiplicité des dictionnaires à (...) disposition (permet de) comparer les définitions et former (l')esprit critique ».

## Liste de dictionnaires de géographie
Il existe de nombreux dictionnaires de géographie mais certains ont été écrits et/ou dirigés par des géographes de renom et sont devenus des références, avec un style parfois très particulier et un aspect également analytique ou épistémologique, voire polémique. On peut citer notamment (par ordre chronologique des premières éditions) :
- Albert Demangeon (dir.), Dictionnaire-manuel-illustré de géographie, A. Colin, 1907.
- Pierre George (dir.), Dictionnaire de la géographie, Presses universitaires de France, 1970 (nombreuses rééditions).
- Roger Brunet, Robert Ferras et Hervé Théry (codir.), Les Mots de la géographie, dictionnaire critique, Reclus-La Documentation française, 1992  (ISBN 2-11-003036-4).
- Pascal Baud, Serge Bourgeat et Catherine Bras, Dictionnaire de Géographie, Hatier coll. initial, 1997  (ISBN 2-218-71756-5).
- Yves Lacoste, De la Géopolitique aux Paysages. Dictionnaire de la Géographie, A. Colin, 2003  (ISBN 2200265387).
- Jacques Lévy et Michel Lussault (codir.), Dictionnaire de la géographie et de l'espace des sociétés, Belin, 2003  (ISBN 2-7011-2645-2).

Il existe aussi des dictionnaires qui combinent la géographie et l'histoire, comme :
- Marie-Nicolas Bouillet et Alexis Chassang, Dictionnaire universel d'histoire et de géographie, 1842 (nombreuses rééditions)

Enfin, il existe des dictionnaires de géographie encore plus thématiques, comme :
- Yves Lacoste, Dictionnaire de géopolitique, Flammarion, 1993  (ISBN 208035101X)
- Yves Lacoste, Dictionnaire géopolitique des États, Flammarion, 1994  (ISBN 2080351044)